# 1942 год в кино

## Фильмы

### Мировое кино
- «Быть или не быть»/To Be Or Not To Be, США (реж. Эрнст Любич)
- «Великий король»/Der große König, Германия (реж. Файт Харлан)
- «Великолепные Эмберсоны»/The Magnificent Ambersons, США (реж. Орсон Уэллс)
- «Вечерние посетители»/Les Visiteurs du soir, Франция (реж. Марсель Карне)
- «ГПУ»/G.P.U., Германия (реж. Карл Риттер)
- «Где-нибудь я найду тебя»/Somewhere I’ll Find You, США (реж. Уэсли Рагглз)
- «Женщина года»/Woman of the Year, США (реж. Джордж Стивенс)
- «Капитаны облаков»/Captains Of The Clouds, США (реж. Майкл Кёртис)
- «Касабланка»/Casablanca, США (реж. Майкл Кёртис)
- «Конопля для Победы»/Hemp for Victory, документальный, США (реж. Raymond Evans)
- «Кто это сделал?»/Who Done It?, США (реж. Эрл Кентон)
- «Люди-кошки»/Cat People, США (реж. Жак Турнёр)
- «Миссис Минивер»/Mrs. Miniver, США (реж. Уильям Уайлер)
- «Отчаянное путешествие»/Desperate Journey, США (реж. Рауль Уолш)
- «Шерлок Холмс и голос ужаса»/Sherlock Holmes and the Voice of Terror, США (реж. Джон Раулинс)

### Советское кино
- День войны (реж. М. Я. Слуцкий)

#### Фильмы Азербайджанской ССР
- Бахтияр (реж. Ага-Рза Кулиев).
- Сувенир (реж. Гусейн Саидзаде и Ниязи Бадалов).

#### Фильмы Грузинской ССР
- Георгий Саакадзе (р/п. Михаил Чиаурели).

#### Фильмы Казахской ССР
- Антоша Рыбкин (р/п. Константин Юдин).
- Парень из нашего города (р/п. Александр Столпер и Борис Иванов).

#### Фильмы РСФСР
- «Варежки», (реж. Наум Любошиц и Павел Арманд)
- «Волшебное зерно», (Реж. Валентин Кадочников и Фёдор Филиппов)
- «Клятва Тимура», (реж. Лев Кулешов)
- «Котовский», (Реж. Александр Файнциммер)
- «Машенька», (реж. Юлий Райзман)

#### Фильмы совместных производителей

##### Двух киностудий и двух союзных республик
- Как закалялась сталь (р/п. Марк Донской).
- Оборона Царицына (р/п. Братья Васильевы).
- Принц и нищий (р/п. Эраст Гарин и Хеся Локшина).

#### Фильмы УССР
- Александр Пархоменко (р/п. Леонид Луков).

## Персоналии

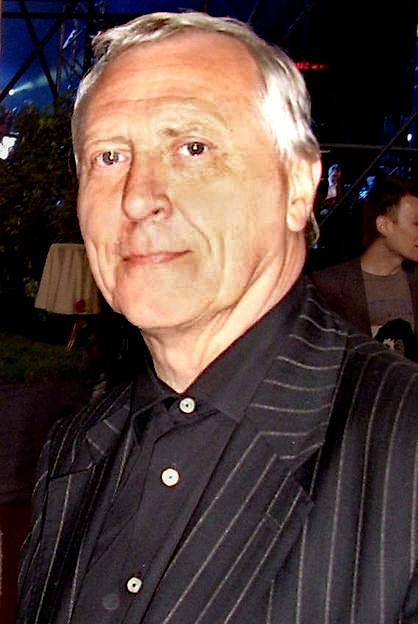
Питер Гринуэй

### Родились
- 1 января
  - Сергей Шакуров, советский и российский актёр театра и кино, Народный артист РСФСР.
  - Овидиу Юлиу Молдован, румынский актёр театра, кино, радио и телевидения.
  - Махама Джонсон Траоре, сенегальский кинорежиссёр и продюсер.
- 18 января — Дмитрий Михлеев, советский и белорусский кинорежиссёр и сценарист игровых и документальных фильмов.
- 1 февраля — Терри Джонс, британский актёр, режиссёр. Участник известной комик-группы «Монти Пайтон».
- 29 марта — Борис Романов, советский и российский актёр театра и кино, Заслуженный артист России.
- 5 апреля — Питер Гринуэй, британский режиссёр.
- 6 апреля — Барри Левинсон, американский режиссёр.
- 25 мая — Александр Калягин, советский и российский актёр, режиссёр.
- 13 июля — Харрисон Форд, американский киноактёр, исполнитель ролей Хана Соло и Индианы Джонса.
- 24 августа — Анна Селеш, венгерская и румынская актриса театра и кино.
- 24 июля — Ирина Мирошниченко,  советская и российская актриса театра и кино, певица.
- 25 августа — Маргарита Терехова, советская и российская актриса театра и кино, Народная артистка России.
- 5 сентября — Вернер Херцог, немецкий режиссёр.
- 26 октября — Боб Хоскинс, английский киноактёр.
- 17 ноября — Мартин Скорсезе, американский кинорежиссёр и сценарист.
- 29 декабря — Всеволод Абдулов, российский актёр театра и кино.